# メルスブローク空軍基地
メルスブローク空軍基地（フランス語：Base aérienne de Melsbroek）は、ベルギー・フラームス＝ブラバント州メルスブローク（fr:Melsbroek）に所在するベルギー空軍の航空基地。ブリュッセル国際空港の北側に位置し、滑走路や航空管制施設などの多くは空港と共用している。

## 歴史
第二次世界大戦中、ベルギー降伏の数ヶ月後にナチス・ドイツ軍はブリュッセル郊外のメルスブロークに飛行場の建設を始め、これを第13飛行場と称し完成後の1940年9月にJu 88とHe111を配備した。1944年9月のブリュッセル解放後はイギリス空軍とカナダ空軍が使用していた。戦後は民間航空が施設を占有するようになり、1950年に空港南部のザベンテム地区（fr:Zaventem）が民間航空部門専用とされ、エベレ飛行場（en:Evere）に所在していた空軍第15輸送航空団が空港北部のメルスブローク地区に移転し現在の姿となる。

## 配置部隊
- 第15輸送航空団[1]
  - 第20飛行隊　C-130H × 11機
  - 第21飛行隊　ダッソー ファルコン 900 × 1機、ダッソー ファルコン 20 × 2機、エンブラエル ERJ 145 × 2機、エンブラエル ERJ 135 × 2機、エアバスA310 × 不明
  - 飛行訓練部